# Famille Boucher d'Argis
La famille Boucher d'Argis est une famille subsistante de la noblesse française, originaire du Lyonnais, puis établie à Paris au XVIIIe siècle. Elle a acquis sous l'Ancien Régime la terre d'Argis, à Argis, dans le Bugey (Ain).

## Filiation
- Antoine-Gaspard Boucher d'Argis (1708 à Lyon - 1791), avocat, juriste, encyclopédiste, échevin de Paris en 1767, dont[2] :
  - André-Jean Boucher d'Argis (1750-1794), avocat au Parlement de Paris, conseiller au Châtelet de Paris.
    - Atticus Gaspard Boucher d'Argis (1793-1865), dont postérité patronymique.

  - Claude Gaspard Boucher d'Argis (1753-1840).
    - Gaspard Boucher d'Argis (1785-1865), receveur des octrois de la ville de Caen.
      - Jules Gaspard Boucher d'Argis de Guillerville (1814-1894), officier supérieur.
        - Henri Gaspard Boucher d'Argis de Guillerville (1864-1896), médecin et romancier.

## Pour approfondir